# Cornel Fulger
Cornel Fulger (n. 19 octombrie 1924, Pietrari -- d. 1983, București) a fost un demnitar comunist român.
Electrician de profesie, în 1945 a devenit membru al PCR, a fost membru al CC al PMR, prim-secretar al Comitetului Regional PMR Oltenia, prim-secretar al UTC, în perioada iulie 1954 - iunie 1956. A fost organizator de partid pe șantierul Hidrocentralei de la Bicaz.
Cornel Fulger a fost Ministru secretar de stat, Președinte al Comitetului de Stat pentru Îndrumarea și Controlul Organelor Locale ale Administrației de Stat (30 dec.1965-13 dec.1966), în guvernul condus de Ion Gheorghe Maurer.

## Distincții
- Ordinul „Steaua Republicii Populare Romîne” clasa a III-a (21 august 1954) „pentru merite deosebite pe tărîmul construcției de stat, economice, sociale și culturale, cu ocazia celei de a zecea aniversări a eliberării patriei noastre”[3]
- Ordinul Muncii clasa I (10 decembrie 1955) „pentru merite deosebite în executarea lucrărilor de străpungere a tunelului de aducțiune de la hidrocentrala «V. I. Lenin»–Bicaz”[4]
- Ordinul „23 August” clasa a IV-a (12 august 1959) „pentru merite deosebite în opera de construire a socialismului”[5]
- Medalia „40 de ani de la înființarea Partidului Comunist din Romînia” (6 mai 1961) „pentru merite în activitatea de partid și întărirea regimului democrat-popular”[6]
- Ordinul „Tudor Vladimirescu” clasa a V-a (30 aprilie 1966) „cu prilejul celei de-a 45-a aniversări de la înființarea Partidului Partidului Comunist din România, pentru merite deosebite în opera de construire a socialismului”[7]